# هاشمنلی
هاشمنلی روستایی در دهستان جعفربای جنوبی بخش مرکزی شهرستان ترکمن استان گلستان ایران است.

## جمعیت
بر پایه سرشماری عمومی نفوس و مسکن در سال ۱۳۹۵ جمعیت این مکان ۱۵۴ نفر (۴۱خانوار) بوده‌است.